# Impatiens linearis
Impatiens linearis är en balsaminväxtart som beskrevs av George Arnott Walker Arnott. Impatiens linearis ingår i släktet balsaminer, och familjen balsaminväxter. Inga underarter finns listade i Catalogue of Life.